# Protosinajské písmo

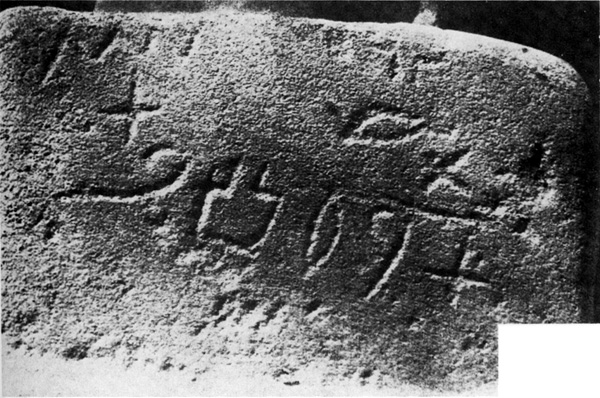
Ukázka protosinajského písma: to Ba'alat'. Linka zleva shora doprava dolů se zřejmě čte: mt l b^{c}lt.

Protosinajské písmo (také prasinajské, starosinajské nebo jen sinajské) je písmo střední doby bronzové zachované na velmi malém počtu vzorků v Serabit el-Khadimu na Sinajském poloostrově. Kvůli mimořádné nouzi o protosinajské zápisy víme velice málo jistého o tomto písmu. Protože existovalo současně s egyptskými hieroglyfy, patrně spíše představuje skutečné psaní. Jistá písmena jsou ale převzata z hieroglyfů. Je považováno za předchůdce fénického písma, z něhož pochází prakticky všechny moderní abecedy, respektive písma. Výjimkou jsou východoasijská písma - čínské, japonské a korejské.
Objevy protosinajského písma jsou dva:
- první ze zimy let 1904/1905 na Sinaji učiněný Hildou a Williamem Flinders Petrieovými, datovaný do 17. až 15. století př. n. l.
- a nedávný z roku 1999 ve středním Egyptě Johnem a Deborou Darnellovými, datovaný do 18. století př. n. l.

## Serabitské nápisy
Protosinajské nápisy jsou známé především z řezaných kreseb a votivních textů ze sinajské hory Serabit el-Khadim a tamního chrámu egyptské bohyně Hathor. Hora obsahovala tyrkysové doly navštěvované expedicemi přes 800 let. Mnoho dělníků a úředníků bylo z nilské delty a zahrnovali i četné Asijce, hovořící kanánským jazykem, ze kterého se vyvinula féničtina a hebrejština, kterým bylo dovoleno usídlit se na východě delty.
Většina z přibližně třiceti nápisů byla nalezena mezi množstvím hieratických a hieroglyfických nápisů, vyškrábaných na kamenech poblíž dolů nebo přímo v nich a podél cest k chrámu. Čtyři nápisy byly nalezeny v chrámu na dvou lidských soškách a na spodní straně malé kamenné sfingy. Jsou provedené hrubě, dělníci, kteří je dělali, patrně nebyli písma znalí. V roce 1916 Alan Gardiner s využitím hláskových zvukových hodnot podle abecední hypotézy přeložil soubor znaků jako לבעלת l bʿlt (s významem: pro paní): baʿlat (Paní) jako titul Hathor a femininum titulu Baʿal, (tj. Pán) příslušného semitského boha. Egyptolog Orly Goldwasser věří, že písmo bylo patrně vyvinuto během vlády faraona Amenemheta III. z 12. dynastie.
Písmo má grafické podobnosti s hieratickým písmem, méně propracovanou verzí hieroglyfického písma. V padesátých a šedesátých letech se všeobecně poukazovalo na odvozenost kanánské abecedy z hieratiky s odkazem na výklad protosinajského písma Williamem Albrightem jako klíče. Obecně se přijalo, že jazyk nápisů byl semitský a písmo mělo hieratický původ. Za podmínky správnosti překladu slova baʿlat (Paní) je věrohodná identifikace jazyka jako semitského. Ale protože pokrok v dešifrování je nepatrný, zpochybňuje to další vývody a teorie hieratického předchůdce tak zůstává jen dohadem.

## Protokanánské nápisy
Pouhých pár nápisů bylo nalezeno v Kanaánu samém, datováno od 17. století př. n. l. Všechny jsou velice kraťoučké, většinou sestávají z několika málo písmen a jsou snad psané kanánskými kočovníky nebo vojáky z Egypta. Pojem protokanánské nápisy bývá někdy používán i pro rané fénické nebo hebrejské nápisy.

## Nápisy z Vádí al-Hól

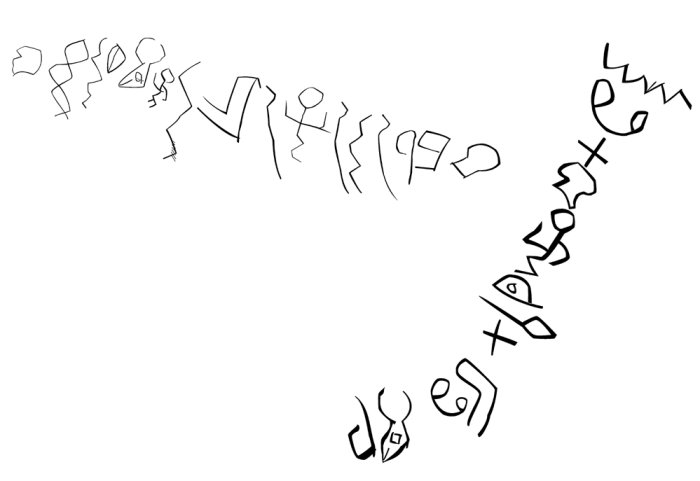
Zákresy 16 a 12 znaků dvou nápisů z Vádí al-Hól

Nápisy z Vádí al-Hól (arabsky وادي الهول Wādī al-Hawl, Rokle utrpení (Ravine of Terror) ) byly vyryté na kamenných stranách starověké opuštěné vojenské a obchodní silnice spojující města Théby a Abydos v srdci vzdělaného Egypta. Byly ve vádí mezi tucty nápisů hieratických a hieroglyfických. Nápisy jsou graficky velice podobné serabitským nápisům, ale vykazují větší vliv hieroglyfů, jako znak pro muže, který nebyl zřejmě čtený abecedně jako:
| A28 | A17 | A32 |

Někteří badatelé (Darnell a další) si myslí, že רב rb na začátku prvního nápisu asi je rebbe (náčelník; viz rabín); a že אל ’l na konci druhého nápisu by mělo být El, ve významu „bůh“.
Brian Colless publikoval překlad textu, ve kterém některé znaky považuje za logogramy, tedy značí celá slova, nejen souhlásku [Antiguo Oriente 8 (2010) 91]
[V] “Skvělý (R[’š]) banket (mšt) oslavy (H[illul]) Anata (`nt).
’El (’l) dodá (ygš) [H] mnoho (rb) vína (wn) a pokrmů (mn) na oslavu (H[illul]).
Obětujeme (ngt_) jí (h) dobytče (’) a (p) nejlepší (R[’sh]) mládě (mX).”
Tato interpretace odpovídá vzorům některých obklopujících egyptských nápisů o oslavě bohyně Hathor včetně opíjení se.